# Forpus coelestis
Forpus coelestis е вид птица от семейство Папагалови (Psittacidae).

## Разпространение
Видът е разпространен в Еквадор и Перу.